# Umaglesi Liga (2009/2010)
Sezon (2009/2010) był 21. sezonem o mistrzostwo Gruzji w piłce nożnej. Liga liczyła 10 drużyn. Tytułu nie obroniła drużyna WIT Georgia Tbilisi. Nowym mistrzem Gruzji został zespół Olimpi Rustawi. Tytuł króla strzelców zdobył Anderson Aquino, który w barwach klubu Olimpi Rustawi strzelił 26 goli.

## Tabela końcowa
| Lp. | Drużyna                | M  | Z  | R  | P  | Bramki | Bramki | Różn. | Pkt | Uwagi                                        |
| --- | ---------------------- | -- | -- | -- | -- | ------ | ------ | ----- | --- | -------------------------------------------- |
| 1   | Metalurgi Rustawi2 (M) | 36 | 25 | 7  | 4  | 69     | 26     | +43   | 79  | Liga Mistrzów UEFA • II runda kwalifikacyjna |
| 2   | Dinamo Tbilisi         | 36 | 22 | 8  | 6  | 62     | 19     | +43   | 74  | Liga Europy UEFA • I runda kwalifikacyjna    |
| 3   | Zestaponi              | 36 | 19 | 10 | 7  | 58     | 33     | +25   | 67  | Liga Europy UEFA • I runda kwalifikacyjna    |
| 4   | WIT Georgia Tbilisi    | 36 | 17 | 13 | 6  | 48     | 31     | +17   | 64  | Liga Europy UEFA • II runda kwalifikacyjna1  |
| 5   | Spartaki Cchinwali     | 36 | 11 | 10 | 15 | 44     | 58     | −14   | 43  |                                              |
| 6   | Sioni Bolnisi          | 36 | 8  | 14 | 14 | 27     | 43     | −16   | 38  |                                              |
| 7   | SK Samtredia           | 36 | 10 | 7  | 19 | 43     | 68     | −25   | 37  |                                              |
| 8   | Baia Zugdidi           | 36 | 7  | 11 | 18 | 29     | 48     | −19   | 32  |                                              |
| 9   | Lokomotiwi Tbilisi (S) | 36 | 5  | 11 | 20 | 19     | 50     | −31   | 26  | Spadek do                                    |
| 10  | FC Gagra (S)           | 36 | 5  | 9  | 22 | 30     | 59     | −29   | 24  | Spadek do                                    |

## Najlepsi strzelcy
| Piłkarz              | Gole | Gole z karnych | Klub                |
| -------------------- | ---- | -------------- | ------------------- |
| Anderson Aquino      | 26   | 11             | Olimpi Rustawi      |
| Nikoloz Gelaszwili   | 16   | 2              | SK Zestaponi        |
| Dżaba Dwali          | 12   | 0              | SK Zestaponi        |
| Wachtang Kwarackelia | 12   | 1              | WIT Georgia Tbilisi |
| Zaur Chacziperadze   | 11   | 0              | SK Samtredia        |
| Georges Akieremy     | 11   | 1              | Dinamo Tbilisi      |